# Gymnoglossum stipitatum
Gymnoglossum stipitatum är en svampart som beskrevs av Massee 1891. Gymnoglossum stipitatum ingår i släktet Gymnoglossum och familjen Bolbitiaceae.   Inga underarter finns listade i Catalogue of Life.